# أبو بكر بن أبي شيبة
«أبو بكر» عبد الله بن محمد بن «أبي شيبة» إبراهيم بن عثمان بن خُوَاسْتي العبسي مولاهم الكوفي (159 هـ - 235 هـ)؛ المُلقّب بـ"سيد الحُفّاظ"، أحد علماء ورواة الحديث عند أهل السنة والجماعة ومن أعلام المحدثين. وهو صاحب كتاب مصنف ابن أبي شيبة. كما جمع مسندًا وصنف تفسيرًا للقرآن.

## نسبه
جده إبراهيم، كنيته أبو شيبة، وكان قاضي واسط وهو ضعيف متفق على ضعفه كما قال النووي، وأما أبوه محمد قال فيه النووي: «كان على قضاء فارس وكان ثقة قاله يحيى بن معين وغيره .»، وله أخوان :عثمان وهو ثقة، والقاسم وهو ضعيف.

## كنيته
يكنى أبا بكر وقد اشتهر بكنيته منسوبا إلى جده مكنى فيقال فيه كثيرا غالبا: أبو بكر بن أبي شيبة.

## نسبته
هو واسطي الأصل ونزل الكوفة ومات بها واشتهرت نسبته إليها، قال الحافظ ابن حجر: «الواسطي الأصل أبو بكر بن أبي شيبة الكوفي»، أصله من واسط وسكن الكوفة، ويقال له العبسي بموحدة مولاهم كما في الخلاصة وكذا نسبه إلى عبس نسبة ولاء.

## عنه
نشأ في بيت علم فطلب العلم وهو صبي، ونشأ هو وأخواه (الحافظ عثمان بن أبي شيبة، والقاسم بن أبي شيبة) على طلب الحديث وروايته. وكذلك كان ولده الحافظ إبراهيم بن أبي بكر، وابن أخيه الحافظ أبو جعفر محمد بن عثمان. وكان أبو بكر هو أشهر أهل بيته وأوسعهم علمًا، وكان مضرب الأمثال في قوة الحفظ وسعته.
وكان من أقران أحمد بن حنبل، وإسحاق بن راهويه، وعلي بن المديني في السن والمولد والحفظ. سمع من عبد الله بن المبارك، وسفيان بن عيينة، ووكيع بن الجراح، ويحيى بن سعيد القطان، وخلق كثير غيرهم بالعراق والحجاز وغير ذلك. وروى عنه الحديث: الشيخان (البخاري ومسلم، وأبو داود، ومحمد بن ماجه، وروى النسائي عن بعض أصحابه.
كما روى عنه أيضًا: أحمد بن حنبل، وأبو زرعة الرازي، وابن أبي عاصم، وبقي بن مخلد، وأبو يعلى الموصلي، وصالح جزرة، وأبو القاسم البغوي، وغيرهم الكثير.

## ممن روى عنهم
روى عن كثير من الأئمة فروى عن أبي الأحوص سلام بن سليم، وعبد الله بن ادريس، وعبد الله بن المبارك، وشريك بن عبد الله، وهشيم بن بشير ، وأبي بكر بن عياش، وإسماعيل بن عياش، وجرير بن عبد المجيد، وأبي أسامة، وأبي معاوية، ووكيع وابن علية، وعبد الرحمن بن مهدي، ويحيى بن سعيد القطان، وسفيان بن عيينة، وأبي خالد الأحمر، وعبد الأعلى بن عبد الأعلى، وعلي بن هاشم البريدي، ومحمد بن فضيل، ويزيد بن هارون وعباد بن العوام وعبد الله بن نمير وأمم سواهم.

## ممن رووا عنه
روى عنه البخاري ومسلم وأبو داود ومحمد بن ماجه وابنه أبو شيبة إبراهيم بن أبي بكر وأحمد بن حنبل وأبو زرعة وأبو حاتم الرازيان وعبد الله بن أحمد بن حنبل وإبراهيم الحربي ويعقوب ابن شيبة وبقي بن مخلد وابن أبي عاصم وغيرهم. محمد بن سعد الكاتب والحسن بن سفيان ، وأبو يعلى الموصلي ، وجعفر الفريابي ، وأحمد بن الحسن الصوفي ، وحامد بن شعيب وغيرهم

## من خرّج حديثه
خرج حديثه الجماعة سوى الترمذي، فالبخاري ومسلم وأبو داود ومحمد بن ماجه رووا عنه بغير واسطة، والنسائي روى عنه بواسطة، وقد أكثر مسلم من إخراج حديثه في صحيحه، ولم يرو عن أحد من شيوخه مثل ما روى عنه إذ روى عنه ألفا وخمسمائة وأربعين حديثا ولهذا قلّ أن تنظر في صفحات صحيح مسلم فلا تجد ذكر أبي بكر بن أبي شيبة وقد ألتزم مسلم ذكره بكنيته وكنية جده، أما البخاري فقد روى عنه ثلاثين حديثا ، ويذكره باسمه وكنية جده، وقد يكنيه، قال الحافظ: «وفي شيوخ البخاري عبد الله بن محمد وهو أبو بكر بن أبي شيبة لكنه لم يسم أباه في شيء من الأحاديث التي أخرجها إما يكنيه ويكني أباه أو يسميه ويكني أباه ومراده تكنية جده»، فقد قال: «هو أبو بكر وأبو شيبة جده لأبيه وهو ابن محمد ابن أبي شيبة واسمه إبراهيم أصله من واسط وسكن الكوفة وهو أحد الحفاظ الكبار وقد أكثر عنه المصنف - يعني البخاري - وكذا مسلم لكن مسلم يكنيه دائما والبخاري يسميه وقلّ أن كناه»

## من ثناء الأئمة عليه
- قال الإمام أحمد: «أبو بكر صدوق هو أحب إليّ ممن أخيه عثمان»
- قال العجلي: ثقة حافظ.
- قال الفلاس: ما رأيت أحفظ من أبي بكر بن أبي شيبة وكذا قال أبو زرعة الرازي
- قال أبو عبيد: انتهى الحديث إلى أربعة فأبو بكر ابن أبي شيبة أسردهم له وأحمد أفقههم فيه وابن معين أجمعهم له وابن المديني أعلمهم به.
- قال صالح بن محمد : أعلم من أدركت بالحديث وعلله علي بن المديني وأحفظهم عند المذاكرة أبو بكر بن أبي شيبة.
- عن أبي عبيد: أحسنهم وضعا لكتاب أبو بكر بن أبي شيبة
- قال الخطيب: كان أبو بكر متقنا حافظا صنف المسند والأحكام والتفسير.
- قال الذهبي: الحافظ عديم النظير الثقة النحرير[5]
- نقل ابن أبي حاتم عن أبيه أنه قال فيه: كوفي ثقة.
- قال ابن كثير في البداية والنهاية: أحد الأعلام وأئمة الإسلام وصاحب المصنف الذي لم يصنف أحد مثله قط لا قبله ولا بعده.
- قال ابن خراش: ثقة.
- قال ابن حبان في الثقات: كان متقنا حافظا دينا ممن كتب وجمع وصنف وذاكر وكان أحفظ أهل زمانه للمقاطيع.
- قال ابن قانع: ثقة ثبت .
- قال نفطويه: لما قدم أبو بكر بن أبي شيبة بغداد في أيام المتوكل حزروا مجلسه بثلاثين ألفا.
- قال ابن ناصر الدين:[12] كان ثقة عديم النظير.
- قال الذهبي في الميزان: الحافظ الكبير الحجة وثقه الجماعة وما يكاد يسلم
- قال الميموني: «تذاكرنا يوما فقال رجل: ابن أبي شيبة يقول عن عفان فقال أحمد بن حنبل: دع ابن أبي شيبة في ذا وانظر ما يقول غيره يريد أبو عبد الله كثرة خطئهثم» قال الخطيب: «أرى أنّ أحمد لم يرد ما ذكره الميموني من أن أبا بكر كثير الخطأ وأظن حديث عفان الذي ذكر له عن أبي بكر قد كان عنده فأراد غيره ليعتبر به الخلاف والله أعلم».
- قال جعفر الفريابي: سألت محمد بن عبد الله بن نمير عن بني أبي شيبة ثلاثتهم فقال فيهم قولا لم أحب أن أذكره ثم قال الذهبي: قلت: أبو بكر ممن قفز القنطرة وإليه المنتهى في الثقة.
- قال الحافظ في:[13] وهو أحـد الحفاظ الكـبار، وقال في:[6] ثقة حافظ صاحب تصانيف.

## آثاره
قال الذهبي: صاحب المسند والمصنف وغير ذلك. وقال في العـبر: صاحب التصانيف الكبار، وقال الخزرجي في الخلاصة: صنّف التفسير وغيره وقال الحافظ في التقريب: صاحب تصانيف وقال الخطيب في تاريخه: صنّف المسند والأحكام والتفسير، وقال ابن كثير صاحب المصنّف الذي لم يصنّف أحد مثله قط لا قبله ولا بعده انتهى، وقد تم طبع أجزاء من كتابه المصنّف، ومن مؤلفاته كتاب الإيمان يوجد مخطوطا في المكتبة الظاهرية في دمشق تحت رقم 279 حديث وقد طبع في المطبعة العمومية بدمشق بتحقيق الشيخ ناصر الدين الألباني وكتاب الأدب يوجد مخطوطا في الظاهرية في المجموع 78 وهو ناقص.

## وفاته
توفي في الكوفة، يوم الخميس لثمان خلون من محرم سنة خمس وثلاثين ومائتين، أرخ وفاته بهذا البخاري فيما نقله ابن القيسراني في الجمع بين رجال الصحيحين ونقل تاريخ وفاته بهذه السنة عن البخاري أيضا الذهبي في التذكرة والخزرجي في الخلاصة وأرخ وفاته بهذه السنة الذهبي في الميزان والعبر والنووي في شرح صحيح مسلم وابن حجر في تقريب التهذيب وابن كثير في البداية والنهاية وابن العماد في شذرات الذهب ونقل الخطيب في تاريخه عن إبراهيم ابن محمد بن عرفة أنه توفي سنة أربع وثلاثين ومائتين ثم قال الخطيب: هذا وهم لأنه مات في سنة خمس وثلاثين ومائتين ونقل عن عـبيد الله بن محمد بن خلف البزار ومحمد بن عبد الله الحضرمي أنه مات لثمان خلون من المحرم سنة خمس وثلاثين ومائتين وقد ذكر الخطيب تاريخ سنة ولادته فقال : ولد سنة تسع وخمسين ومائة، فمدة عمره ست وسبعون سنة.

## ممن ترجم له
- ابن أبي حاتم في الجرح والتعديل 2/2/160.
- الذهبي في تذكرة الحفاظ 2/20، وفي الميزان 2/490، وفي العبر 1/421.
- ابن حجر في التقريب 1/445 وتهذيب التهذيب 6/2.
- الخزرجي في الخلاصة 179.
- ابن القيسراني في الجمع بين رجال الصحيحين 259.
- النووي في شرح صحيح مسلم 1/64.
- ابن كثير في البداية والنهاية 10/315.
- الخطيب البغدادي في تاريخ بغداد 10/66.
- ابن العماد في شذرات الذهب 2/85.
- كحالة في معجم المؤلفين 6/107.